# Spirobolus tessellatus
Spirobolus tessellatus är en mångfotingart som beskrevs av Porath 1872. Spirobolus tessellatus ingår i släktet Spirobolus och familjen Spirobolidae. Inga underarter finns listade i Catalogue of Life.